# Језеро Роберта Кера
Језеро Роберта Кера (енгл. Robert S. Kerr Lake) је вештачко језеро у Сједињеним Америчким Државама. Налази се на територији америчке савезне државе Оклахома. Површина језера износи 176 km².